# Kristian Natunen
Kristian Natunen (...) è un giocatore di football americano finlandese che gioca come wide receiver per i Porvoon Butchers.
Nel 2022 ha giocato per i tedeschi straubing Spiders.

## Palmarès
- 1 Vaahteramalja (Porvoon Butchers, 2023)